# 39 Laetitia
A 39 Laetitia a Naprendszer kisbolygóövében található aszteroida. Jean Chacornac fedezte fel 1856. február 8-án.